# 加地永都子
加地 永都子（かじ えつこ、1939年9月26日 - 2009年4月13日）は、日本の翻訳家、編集者。

## 略歴
東京都生まれ。東京女子大学文理学部卒業。アジア太平洋資料センター理事。季刊『世界から』編集者。

## 翻訳
- 『囚人ルドルフ・ヘス いまだ獄中に生きる元ナチ副総統』（ユージン・バード、笹尾久共訳、出帆社） 1976
- 『アンジェラ・デービス自伝』（現代評論社） 1977
- 『ニューヨークが死ぬ時 巨大都市財政危機の真相』（ジャック・ニューフィールド, ポール・A.ダブルル、筑摩書房） 1979.8
- 『女友だち』（ローザ・ガイ、晶文社、ダウンタウン・ブックス） 1980.11
- 『男友だち』（ローザ・ガイ 晶文社、ダウンタウン・ブックス） 1981.3
- 『悲しいけれど必要なこと 中絶の体験』（マグダ・ディーンズ、晶文社） 1984.7
- 『アフガニスタンの風』（ドリス・レッシング、晶文社、双書・20世紀紀行） 1988.10
- 『戦争を生きぬいた女たち 38人の真実の記録』（サリー・ヘイトン=キーヴァ編著、共訳、新宿書房） 1989.6
- 『のびのび更年期 メノポウズ・ナチュラリー』（サジャ・グリーンウッド、根岸悦子共訳、P.M.ゼスト・クルーズ） 1989.3
- 『朝鮮戦争の起源 解放と南北分断体制の出現 1945年-1947年 第2巻』（ブルース・カミングス、鄭敬謨共訳、シアレヒム社） 1991.4
- 『人形の家を出た女たち 20世紀イギリス女性の生活と文化』（アンジェラ・ホールズワース、石山鈴子共訳、新宿書房） 1992.3
- 『カンジ 言葉を持った天才ザル』（スー・サベージーランボー、日本放送出版協会） 1993.7
- 『南京虐殺は「おこった」のか 高校歴史教科書への言語学的批判』（クリストファ・バーナード、筑摩書房） 1998.11
- 『世界をとりもどせ グローバル企業を包囲する9章』（ジェレミー・ブレッカー, ティム・コステロ監訳、インパクト出版会） 1999.9
- 『インターネットの起源』（Katie Hafner, Matthew Lyon、道田豪共訳、アスキー） 2000.7
- 『C・ダグラス・ラミスの学問論』（<リキエスタ>の会） 2001.4
- 『フィリピンを乗っ取った男 政商ダンディン・コファンコ』（アール・G・パレーニョ、堀田正彦共訳、太田出版） 2005.6
- 『ラムズフェルド イラク戦争の国防長官』（アンドリュー・コバーン監訳、緑風出版） 2008.12

### C・ダグラス・ラミス
- 『内なる外国 『菊と刀』再考』（ダグラス・ラミス、時事通信社） 1981.3、のちちくま学芸文庫
- 『影の学問、窓の学問』（C・ダグラス・ラミス、共訳、晶文社） 1982.6
- 『ラディカルな日本国憲法』（C・ダグラス・ラミス、共訳、晶文社） 1987.9
- 『ラディカル・デモクラシー 可能性の政治学』（C・ダグラス・ラミス、岩波書店） 1998.9

## 参考
- 加地永都子さん 葬儀のご報告と「偲ぶ会」の日どりのお知らせ。 - 吉川勇一の個人サイト内のページ